# Elena Gerhardt
Elena Gerhardt (Connewitz, voltants de Leipzig, 11 de novembre, 1883 - Londres, Regne Unit, 11 de gener de 1961) fou una mezzosoprano alemanya associada al repertori de cambra i cançons (Lieder), considerada un dels seus màxims exponents i pionera com a cantant de cambra. Les seves successores foren Lotte Lehmann, Elisabeth Schwarzkopf, Kathleen Ferrier, Christa Ludwig, Janet Baker i altres.
Estudià en el Conservatori de la seva ciutat natal amb Marie Hedmondt, però fou el gran pianista Arthur Nikisch que formà el seu estil i perfeccionà al seu art dramàtic. Fou considerada unànimement per la critica i el públic de les principal capitals d'Europa i Amèrica com una de les més perfectes intèrprets del lied alemany, especialment de Schumann, Schubert i Brahms, en els quals concerts fou acompanyada sovint del pianista alemany Walter Pfitzner (1882-1956).